# Grammisgalan 2006
Grammisgalan 2006 hölls på Cirkus i Stockholm den 7 februari 2006, och gällde 2005 års prestationer. Galan sändes i SR P4 och direkt i TV 4.

## Priser
- Årets album: Robyn: Robyn
- Årets artist: Laleh
- Årets popgrupp: Bodies Without Organs: Prototype
- Årets rockalbum (solo): Thåström: Skebokvarnsvägen 209
- Årets rockgrupp: Kent: Du & jag döden
- Årets kompositör: Robyn/Klas Åhlund: Robyn
- Årets textförfattare: Jason Diakité (Timbuktu): Alla vill till himmelen men ingen vill dö
- Årets producent: Laleh
- Årets nykomling: Laleh
- Årets barnalbum: Helen Sjöholm, Dogge med flera: Lilla kotten sjunger julskiva
- Årets folkmusik: Ellika och Solo: Abaraká! Tack!
- Årets hiphop/soul: Timbuktu: Alla vill till himmelen men ingen vill dö
- Årets hårdrock: Candlemass: Candlemass
- Årets jazz: Esbjörn Svensson Trio: Viaticum
- Årets klassiska ensemble: Eric Ericsons Kammarkör: Lidholm
- Årets klassiska solo: Göran Söllscher: The Renaissance album
- Årets klubb/dans: September: In Orbit
- Årets schlager/dansband: Björn Skifs: Decennier – sånger från en annan tid
- Årets visa: Sofia Karlsson: Svarta ballader
- Årets öppen kategori: Allan Edwall: Alla Allans visor
- Årets musik-dvd: Abba: Abba – the Movie
- Årets låt (framröstat av TV-tittarna): Darin: Money for Nothing
- Årets video (delas ut av MTV): Kent: Dom som försvann, regissör: Adam Berg
- Juryns specialpris: Sven-Ingvars
- Juryns hederspris: Ola Håkansson
- Regeringens exportpris: In Flames

### Fotnoter
1. ↑  ”radio  SR, P4 2006-02-07”. Svensk mediedatabas. 7 februari 2006. https://smdb.kb.se/catalog/id/003042057. Läst 1 mars 2017.
2. ↑  ”TV4 2006-02-07”. Svensk mediedatabas. 7 februari 2006. https://smdb.kb.se/catalog/id/003066714. Läst 1 mars 2017.